# Viatge a Itàlia
Viatge a Itàlia (títol original en italià Viaggio in Italia) és una pel·lícula italiana dirigida per Roberto Rossellini i estrenada l'any 1954.	

## Argument
Un matrimoni anglès viatja a Itàlia per vendre una vila que ha heretat prop de Nàpols. Quan surt del seu entorn londinenc i es troba en un paisatge aliè, la parella experimenta sentiments oblidats, com la gelosia i el ressentiment.	

## Repartiment
- Ingrid Bergman: Katherine Joyce
- George Sanders: Alexander 'Alex' Joyce
- Maria Mauban: Marie (com Marie Mauban)
- Anna Proclemer: La prostituta
- Paul Müller: Paul Dupont
- Anthony La Penna: Tony Burton (com Leslie Daniels)
- Natalia Ray: Natalie Burton (com Natalia Rai)
- Jackie Frost: Betty

## Estrenes
La pel·lícula es va completar el 1953, però es va trigar 18 mesos en organitzar la distribució de la pel·lícula a Itàlia. Es va estrenar el 1954 amb el títol Viaggio in Italia, amb una durada de 105 minuts. La taquilla i la recepció crítica van ser pobres. La pel·lícula s'havia doblat a l'italià i ara s'utilitza com a exemple de dificultats "monstruoses" amb el doblatge. L'abril de 1955, es va estrenar a França una versió de 88 minuts de la pel·lícula, en anglès, amb el nom de "L'Amour est le plus fort". Hi va haver poc interès per la pel·lícula als Estats Units i al Regne Unit, tot i que la pel·lícula s’havia fet en anglès amb actors destacats al capdavant. Una versió americana, amb una durada de 80 minuts, va tenir una estrena limitada el 1955 amb el títol Strangers. A Gran Bretanya, es va llançar una versió reduïda (70 minuts) el 1958 amb el títol The Lonely Woman. En algun moment es va publicar una versió en italià de 97 minuts amb subtítols en anglès; no és clar per què es va crear aquesta versió, atès que el diàleg de la pel·lícula era en anglès i que la versió en italià s'havia doblat d'aquesta.